# 2025 في الجبل الأسود
تحتوي هذه المقالة على أهم الأحداث التي شهدها الجبل الأسود في عام 2025.

## المناصب
- الرئيس: ياكوف ميلاتوفيتش
- رئيس الوزراء: ميلويكو سبايتش

## الأحداث
- 1 يناير: مقتل ثلاثة عشر شخصًا وإصابة ثلاثة آخرين في حادثة إطلاق نار في ستنيي.[1]

## العطلات
القائمة:
- 1 يناير – رأس السنة الميلادية
- 6–8 يناير – عيد الميلاد
- 18 أبريل – الجمعة العظيمة الأرثوذكسية
- 21 أبريل – عيد الفصح الأرثوذكسي
- 1 مايو – عيد العمال
- 6 مايو – عيد الفصح الأرثوذكسي
- 21–22 مايو – يوم الاستقلال
- 13–15 يوليو – اليوم الوطني
- 13–14 نوفمبر – يوم نيغوش

## وصلات خارجية
- التقويم عبر الإنترنت (بالإنجليزية)